# هری توماس
هری توماس (به انگلیسی: Harry Thomas؛ زادهٔ ۲۸ فوریهٔ ۱۹۰۱)، یک فوتبالیست حرفه ای ولزی متولد ۲۸ فوریه ۱۹۰۱ بود که به عنوان چپ خارجی بازی می‌کرد.او پیش از پیوستن به منچستریونایتد در سال ۱۹۲۲ در سوانسی تاون و پورت بازی کرد. او در ادامه بیش از ۱۰۰ بازی در لیگ فوتبال برای این باشگاه انجام داد. او بعداً در شهر مورتیر تاون بازی کرد. توماس متولد سوانسی، ولز، کار خود را از زادگاهش شهر سوانسی آغاز کرد.. او اولین حضور خود را برای این باشگاه در لیگ فوتبال جنوبی انجام داد و در سال ۱۹۲۰ با سه بازی در لیگ، این تیم را ترک کرد.او سپس به لیگ ولزی پیتور پیوست و در آن زمان به تیم کمک کرد تا عنوان قهرمانی لیگ ولزی را در سال ۱۹۲۲ بدست آورد.
در آوریل ۱۹۲۲، او به منچستر یونایتد فروخته شد، جایی که اولین بازی خود را در برابر اولدتام اتلتیک در پارک مرزی در ۲۲ آوریل ۱۹۲۲ انجام داد. توماس برای چندین سال بازیکن ذخیره باقی ماند در ۴ سال اول حضور در این باشگاه ۳۰ بازی انجام داد، قبل از این که در فصل ۱۹۲۵–۲۶ وارد اولین تیم شود. وی در طول فعالیت یونایتد، ۱۳۵ بازی انجام داد و ۱۳ گل به ثمر رساند. در دوران حضورش با یونایتد، او به یک مناسبت توسط تیم ملی فوتبال ولز تحت تعقیب قرار گرفت. تنها حضور او در یک تساوی ۳–۳ با انگلیس بود و جای او چارلی جونز را که از آنفلوانزا رنج می‌برد جایگزین شد.